# Crocozona pheretima
Crocozona pheretima är en fjärilsart som beskrevs av Felder 1865. Crocozona pheretima ingår i släktet Crocozona och familjen Riodinidae. Inga underarter finns listade i Catalogue of Life.

## Bildgalleri

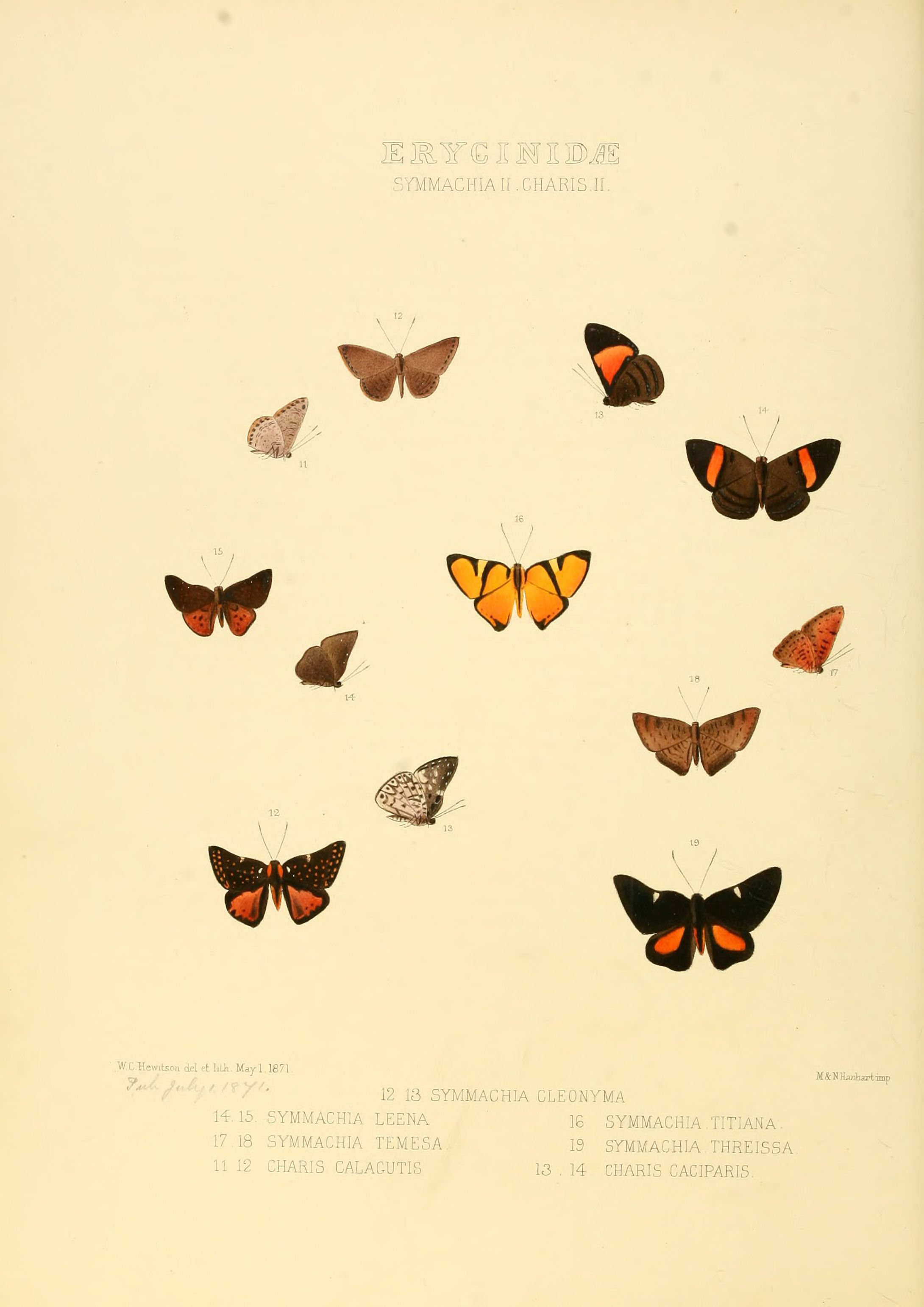